# 윈터세트 (영화)
윈터세트(Winterset)는 미국에서 제작된 알프레드 샌텔 감독의 1936년 범죄, 드라마, 멜로/로맨스 영화이다. 버제스 메러디스 등이 주연으로 출연하였다.

## 출연

### 주연
- 버제스 메러디스
- 마고
- 에두아르도 치아넬리